# Xenyllogastrura arenaria
Xenyllogastrura arenaria är en urinsektsart som beskrevs av Fjellberg 1992. Xenyllogastrura arenaria ingår i släktet Xenyllogastrura och familjen Hypogastruridae. Inga underarter finns listade i Catalogue of Life.